# Герб Святогорська
Герб Святогорська — офіційний символ міста Святогірськ Донецької області, затверджений сесією Святогірської міської ради 15 липня 2003 року. Авторами ескізу герба міста є О. Житниченко та А. Закорецький. Герб є промовистим.

## Опис
Герб Святогорська являє собою геральдичний щит іспанської форми. На зеленому полі щита на пониженій синій базі розташоване срібне п'ятигір'я з відношенням ширини до висоти 2:3, увінчане золотим хрестом.
Щит обрамлений срібним декоративним картушем у стилі українського бароко та увінчаний срібною міською короною. Щитотримачами герба є з правого боку воїн 5-ї Святогірської сторожі зі списом, з лівого — козак Ізюмського Слобідського полку зі списом та шаблею.
Під щитом розміщено зелену девізну стрічку з написом білими літерами «СВЯТОГІРСЬК».

## Символіка
- Зелений колір — символ природи святогорського краю.
- Синій колір вказує на річку Сіверський Донець.
- Срібне п'ятигір'я є уособленням крейдяної скелі.
- Золотий хрест символізує Святогорську лавру.
- Срібна міська стіна вказує на міський статус поселення.
- Воїн 5-ї Святогірської сторожі є символом охорони південних кордонів Російської імперії.
- Козак Ізюмського Слобідського полку вказує на важливу роль слобідського козацтва у розвиток міста.

## Історія

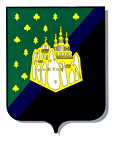
Попередній варіант герба